# 君埠红一方面军总司令部旧址
君埠红一方面军总司令部旧址位于中国江西省上饶市永丰县君埠乡老圩村，原为万寿宫，1983年被列为县级重点文物保护单位，1987年被列为江西省文物保护单位，2013年被列为第七批全国重点文物保护单位。
万寿宫始建于明末清初，后屡废屡建，现存民国年重修建筑，坐北向南，砖木结构，大三开间，面宽17米，进深39米，总占地面积663平方米。
一同列入保护的有石邮苏维埃政府旧址等数十处旧址：
红二十一军军部旧址（金竹流舍蓝氏大宗祠）、红三军团旧址——宣传科旧址（南村前团来兴公屋）、红三军团十八团团部旧址（湖坪西头村“日西回秀”祠）、红三军团整编旧址——宣传科旧址（西头村总镇府）、红五军团整编旧址——军团部旧址（中村罗德贤公祠）、红五军团整编旧址——卫生队旧址（罗陂上洋曾氏宗祠）、红五军团整编旧址——宣传科旧址（中村“秀挹西山”宅）、红一方面军旧址——独立第五师保卫处旧址（池头吴氏宗祠）、红一方面军旧址——独立第五师师部旧址（池头邱氏大宗祠）、红一军团旧址——无线电旧址（谷岗坪坑建英公祠）、红一军团旧址——侦察科旧址（谷岗坪坑年华公祠）、红一军团旧址——治安科旧址（谷岗坪坑廷德公祠）、乐安赤卫大队旧址——东坑赤卫队旧址（鳌溪东坑华瑞公祠）、谭震林、杨得志旧居（湖坪西头村“聚秀常凝”宅）、春官第红军宿营地旧址、大夫第红军宿营地旧址、甘坊苏维埃暨甘防战役指挥部旧址、古竹红三军团野战医院旧址、官记红军宿营地旧址、红三军团第四师十二团指挥部旧址（大夫第）、记发号红军宿营地旧址、九记红军宿营地旧址、南广苏维埃政府旧址、洽湾苏维埃政府及游击队驻地旧址、瑞记红军宿营地旧址、石邮江西军区第四分区指挥部旧址、田陀红四军军部旧址、熊坊中共南丰县第一个党支部旧址、养性山庄红军宿营地旧址、瑶浦红一方面军总司令部临时驻地及第一军团指挥部旧址、义记红军宿营地旧址、永吉红一、三、五、九军团鸡公山战役野战医院旧址、左坊指挥部旧址群、左坊朱德旧居建筑群、左坊周恩来旧居建筑群、左坊卫生部旧址、左坊无线电队旧址、左坊王稼祥旧居等。